# Гімн Котелевського району
Гімн Котеле́вського райо́ну — один із символів Котелевського району поряд з гербом та прапором. 
ГІМН КОТЕЛЕВЩИНИ
Там де Ворскла-ріка простелилась,

Де будини й гелони жили,

Мальовниче село народилось,

Котельвою його нарекли.

Сотні років з тих пір промайнуло,

З  хуторця до райцентру зросла,

Та своє  героїчне минуле

Землякам крізь віки пронесла.

Тут козацькі сотні виступали,

Із Богданом за волю ішли

Тут сотні свою кров проливали,

Від фашиста тебе вберегли.

Слобідської Вкраїни куточок,

Нездоланна ніким Котельва,

Скільки славних синів в тебе й дочок,

Про яких пам’ять вічно жива.

Нині в злагоді ти розквітаєш,

Всім на радість шумлять пшениці,

Бо ти з гордістю міцно тримаєш

Хліборобський вінок у руці.

Рідна земле, тебе прославляємо.

Це не просто високі слова:

Оду шани тобі ми співаємо.

Будь славетна в віках, Котельва!

Приспів: 

Котельва, Котельва!

Будь славетна в віках , Котельва!